# Medaglia dell'assedio di Akhulgo
La Medaglia dell'assedio di Akhulgo (in russo: Медаль «За взятие штурмом Ахульго») è una medaglia commemorativa attribuita dall'impero russo a quanti avessero preso parte all'Assedio di Akhulgo dal 12 giugno al 22 agosto 1839.

## Storia
La medaglia venne istituita dallo zar Nicola I di Russia per ricompensare quanti avessero preso parte all'Assedio di Akhulgo dal 12 giugno al 22 agosto 1839.

## Concessioni
La medaglia venne assegnata:
- A tutto il personale militare di qualsiasi grado che avesse preso parte all'assedio di Akhulgo;
- A tutto il personale medico, sacerdoti e sussistenza che avessero preso parte all'assedio

Venne inoltre premiata la bandiera dei seguenti reparti:
- Quartier generale del comando della linea caucasica
- Quartier generale della 20ª divisione di fanteria
- 81º reggimento di fanteria Apsheron
- 79º reggimento di fanteria Kurinsky
- 80º reggimento di fanteria Kabardiano
- Battaglione di genieri del Caucaso
- Artiglieria della 20ª e della 19ª brigata di artiglieria
- Reggimento cosacco di linea del Caucaso
- Fanteria da montagna del Caucaso

## La medaglia
La medaglia, in argento, aveva il diametro di 25 mm. La parte frontale raffigurava il monogramma dello zar Nicola I sormontato dalla corona imperiale. Sul rovescio, la medaglia presentava un bordo a perle e al centro l'iscrizione in cirillico: "PER LA PRESA DELLA FORTEZZA DI AKHULGO 22 AG. 1839". Il nastro era identico a quello dell'Ordine militare di San Giorgio.
Vennero coniate in tutto 12.595 medaglie dalla zecca di San Pietroburgo. Altre vennero stampate con alcune piccole varianti da officine private, tra cui alcune realizzate in bronzo e poi argentate per contenere le spese.